# Pyrenaria maculatoclada
Pyrenaria maculatoclada là một loài thực vật có hoa trong họ Theaceae. Loài này được (Y.K. Li) S.X. Yang mô tả khoa học đầu tiên năm 2005.